# Хрисокамбос
Хрисокамбос (грч. Χρυσόκαμπος) је насељено место у општини Пеонија у периферији Средишња Македонија, Грчка. Према попису из 2021. године био је 1 становник.
Хрисокамбос је изграђен тридесетих година 20. века за грчке избеглице из Турске, које су дошле из Кавале. Налази се на месту где се налазило исушено Арџанско језеро. На попису из 1940. године Хрисокамбос је имао 166 становника.